# Yoruba (folk)
Yoruba (Yorùbá) är en  av de tre största etniska grupperna i Nigeria. Uppgifter om antalet som ingår i gruppen varierar kraftigt, från 20 miljoner till 43 miljoner. Huvudsakligen är yorubabefolkningen koncentrerad till sydvästra Nigeria. Mindre grupper av samma etniska grupp återfinns även i Benin och norra Togo samt diasporagrupper i Sierra Leone, Brasilien, Kuba, Puerto Rico och Trinidad och Tobago.
De talar huvudsakligen språket yoruba. De gränsar till folken nupe och borgu i nordväst, Ẹsan och Ẹdo i sydost, igala och andra besläktade grupper i nordost samt egun, fon och andra gbe-talande folk i sydväst. Yoruba är den huvudsakliga etniska gruppen i delstaterna Ekiti, Lagos, Ogun, Ondo, Osun och Oyo och utgör en betydande del av befolkningen i delstaterna Kwara och Kogi samt i Benin. 

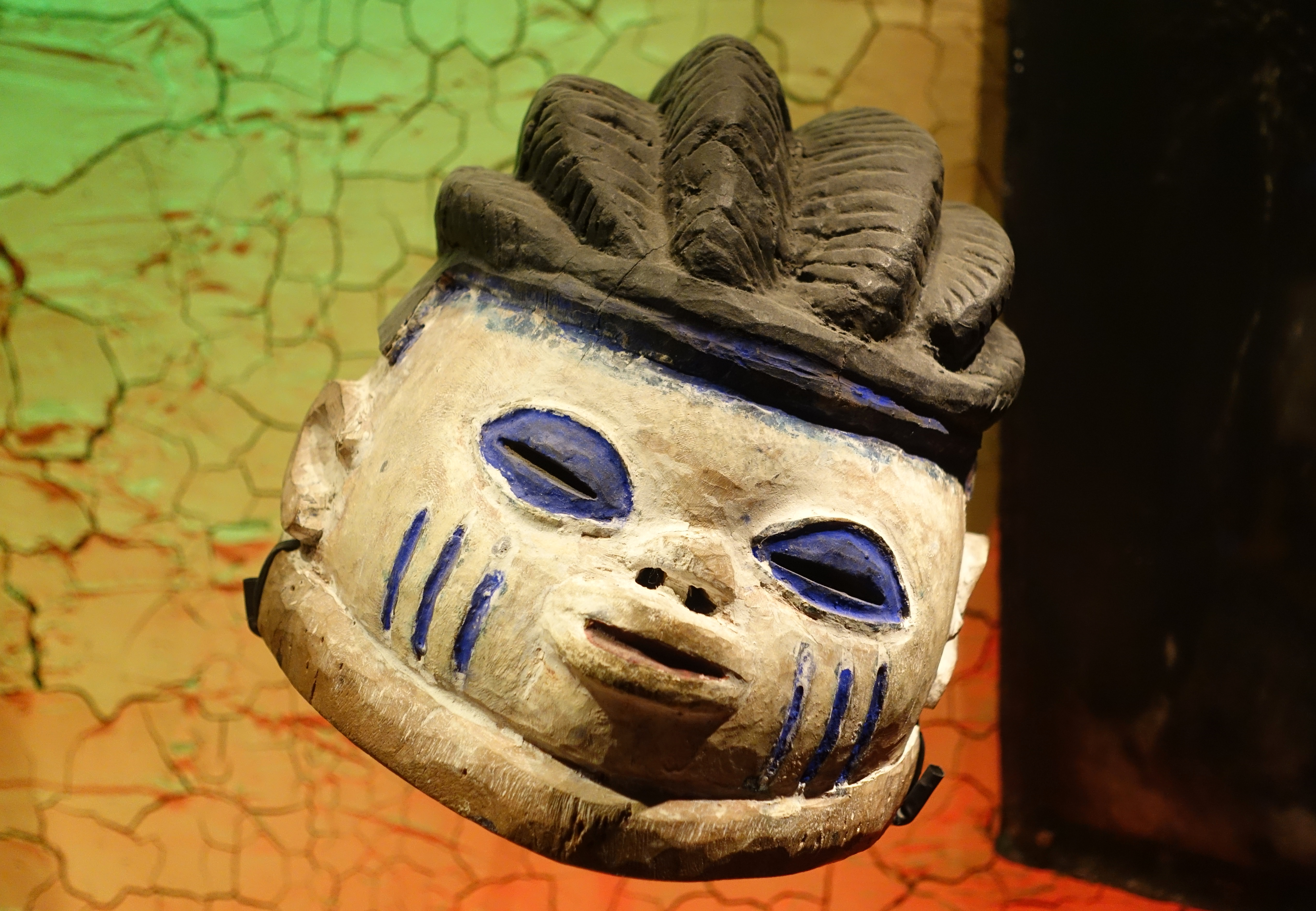
Hjässmask från Yoruba kallad Tetede som används i geledefestivalen under det nattliga Efe uppträdandet. Etnografiska museet, Stockholm,
2001.19.0001.

Yorubamännen är huvudsakligen jordbrukare, men det finns också handelsmän och hantverkare. Kvinnorna arbetar till exempel med korgtillverkning, textilfärgning och bomullsspinning.